# Schwarzenbachtal (Naturschutzgebiet)
Das 8,2 ha große Naturschutzgebiet Schwarzenbachtal liegt südwestlich des Kerngebietes der Stadt Wipperfürth im Oberbergischen Kreis und trägt die Schlüsselnummer GM-105. Das Gebiet umfasst das langgestreckte, offene Tal des Schwarzenbachs östlich und südöstlich Wipperfeld bis zur Einmündung ins Tal der Kürtener Sülz bei Buchholz.

## Beschreibung
Das Fachinformationssystem des Landesamtes für Natur, Umwelt und Verbraucherschutz in NRW beschreibt das Naturschutzgebiet wie folgt:

„Der Bach, dem ein begleitender Auwaldstreifen häufig fehlt, verzweigt sich nördlich von Unterschwarzen in einen westlichen und östlichen Arm. Nur er erstgenannte, der an der Wald-Offenland-Grenze entlang fließt, ist Bestandteil des Biotops. Er entsteht aus zwei Zuflüssen bei Lamsfuß und Oberholl. Darüber hinaus existieren noch zwei weitere Zuflüsse in Form von tief eingekerbten Quellsiefen. Die Haupt- Bachabschnitte werden von Grünland begleitet, das überwiegend aus intensiven Wiesen und Weiden besteht. Lediglich im mittleren Abschnitt mit einer vergleichsweise breiten Aue sowie im oberen Unterlauf tritt verstärkt Feuchtgrünland zumeist in Form von artenreichen Nasswiesen auf, teilweise auch als Hochstauden-Feuchtbrache. Das Biotop ist aufgrund seiner naturraumtypischen Ausbildung von lokaler Bedeutung und repräsentativ für die Bergischen Hochflächen. Besonders hervorzuheben sind die ausgedehnen, artenreichen Nasswiesen bei Julsiefen sowie das räumliche Nebeneinander von Feucht- und Magergrünland im Nordwesten, wodurch die Lebensraumdiversität zusätzlichlich [sic] erhöht wird. Der Bach ist Teil des Fließgewässerverbundsystems des Bergischen Lands, und im süden mit der Kürtener Sülz als Vorfluter vernetzt. Hauptentwicklungsziel sind der Erhalt des Wiesentals und die Optimierung des Grünlandnutzung in der Aue durch extensive Mahd statt Beweidung und Verzicht auf Stickstoffdüngung zur Entwicklung blütenreichen Grünlands. Zur Verbesserung der Gewässerökologie würde zudem die Anpflanzung eines bachbegleitenden Auwaldstreifens maßgeblich beitragen.“

Die Kartierung des Gebietes hat u. a. folgende bemerkenswerte Pflanzenarten gefunden:
Echtes Mädesüß (Filipendula ulmaria), Kuckucks-Lichtnelke (Lychnis flos-cuculi), Rundblättrige Glockenblume (Campanula rotundifolia), Sumpf-Dotterblume (Caltha palustris), Sumpf-Schafgarbe (Achillea ptarmica), Gelbe Schwertlilie (Iris pseudacorus), Teufelsabbiss (Succisa pratensis) und Wiesen-Flockenblume (Centaurea jacea).

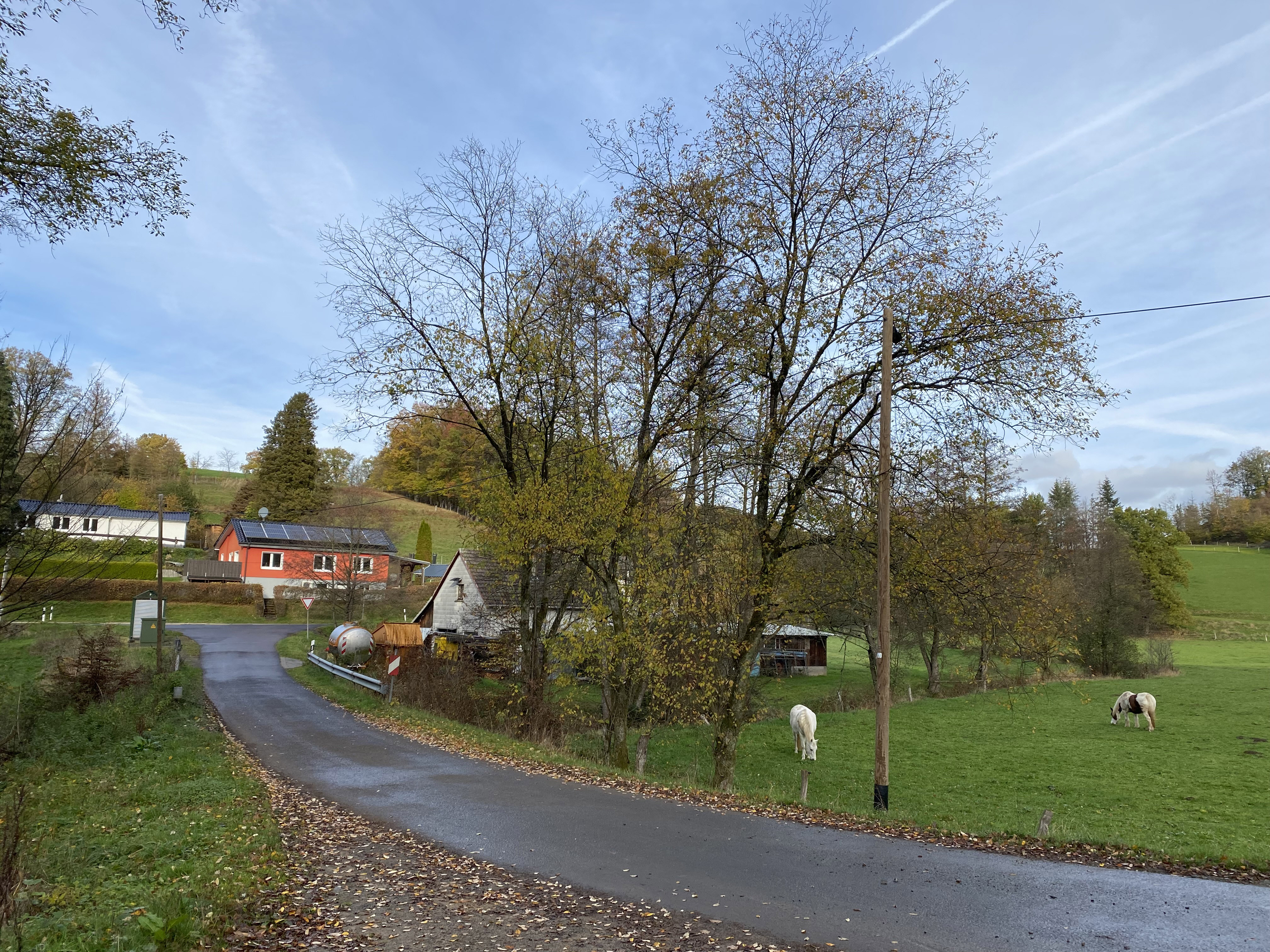
Schwarzer Bach in Unterschwarzen
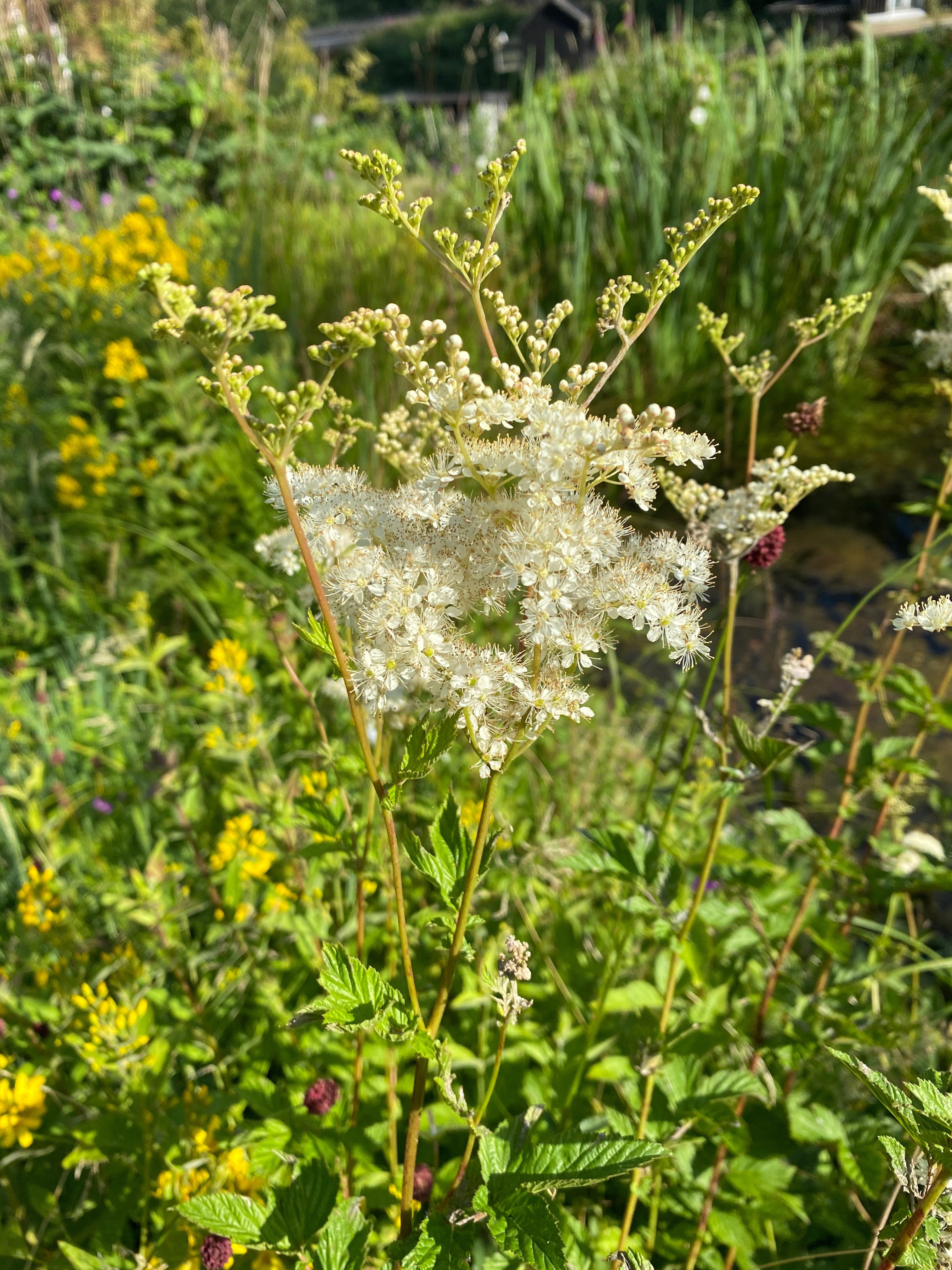
Mädesüß – Insektenmagnet am Bach
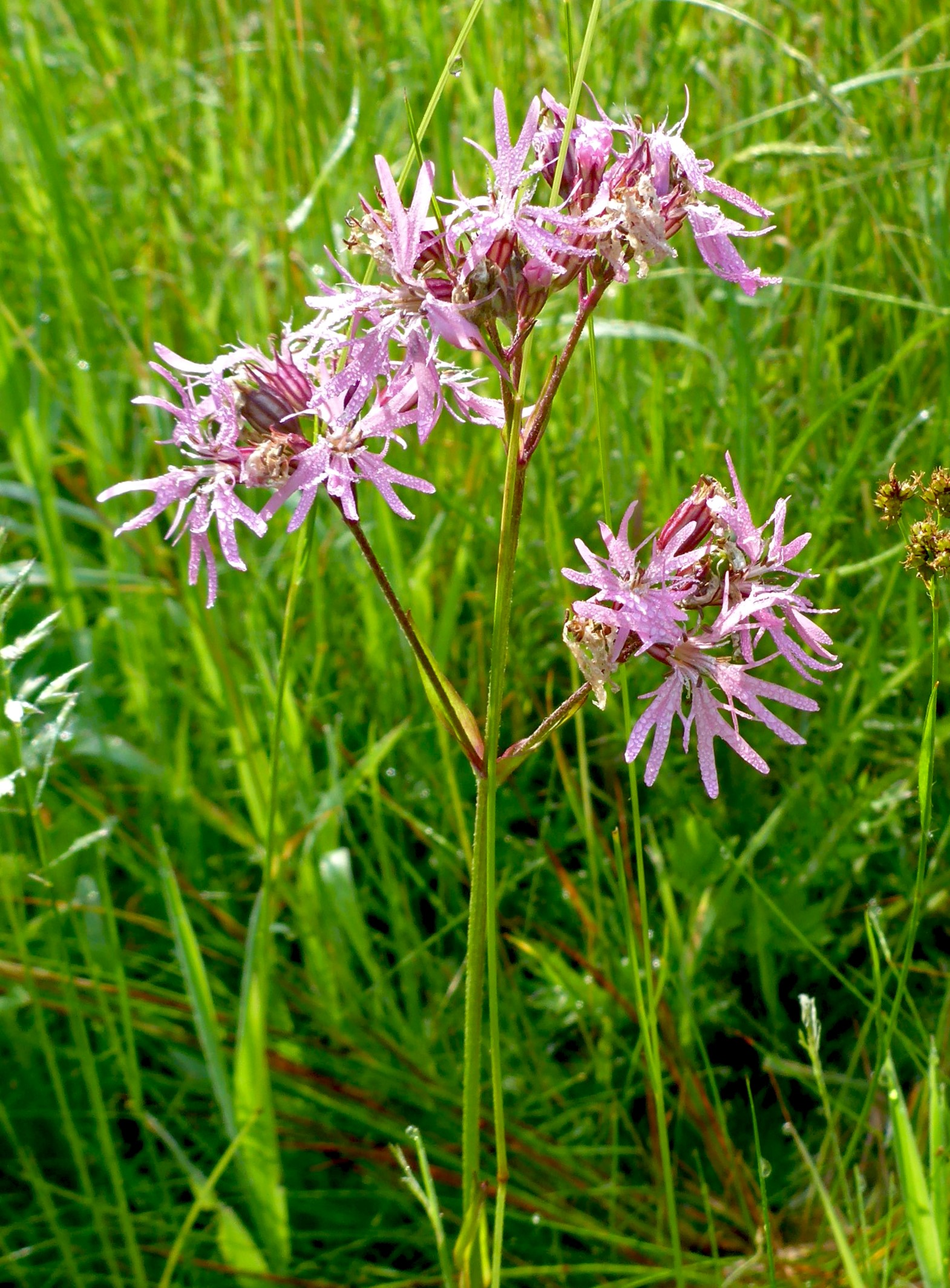
Kuckucks-Lichtnelke (Lychnis flos-cuculi)
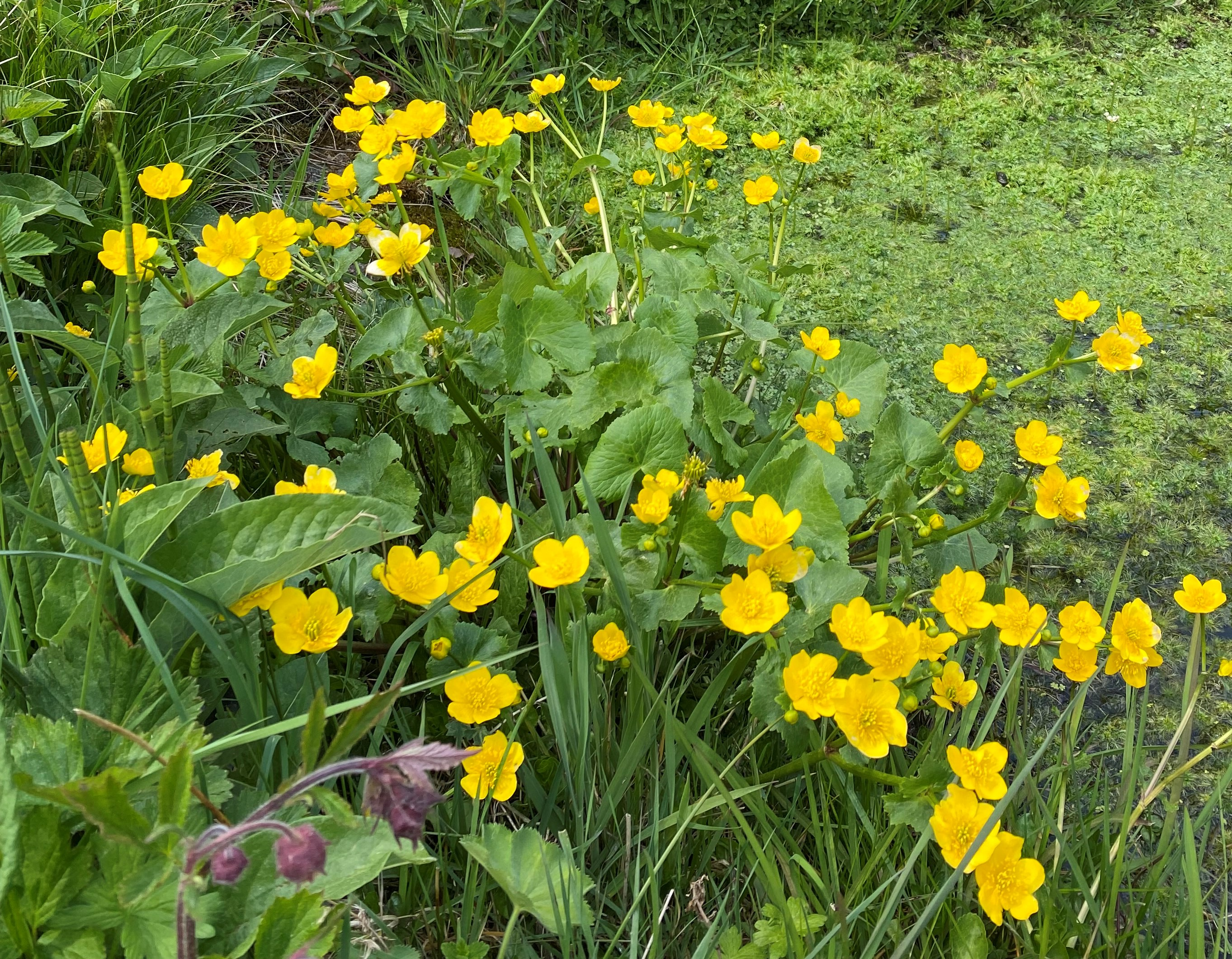
Sumpf-Dotterblume
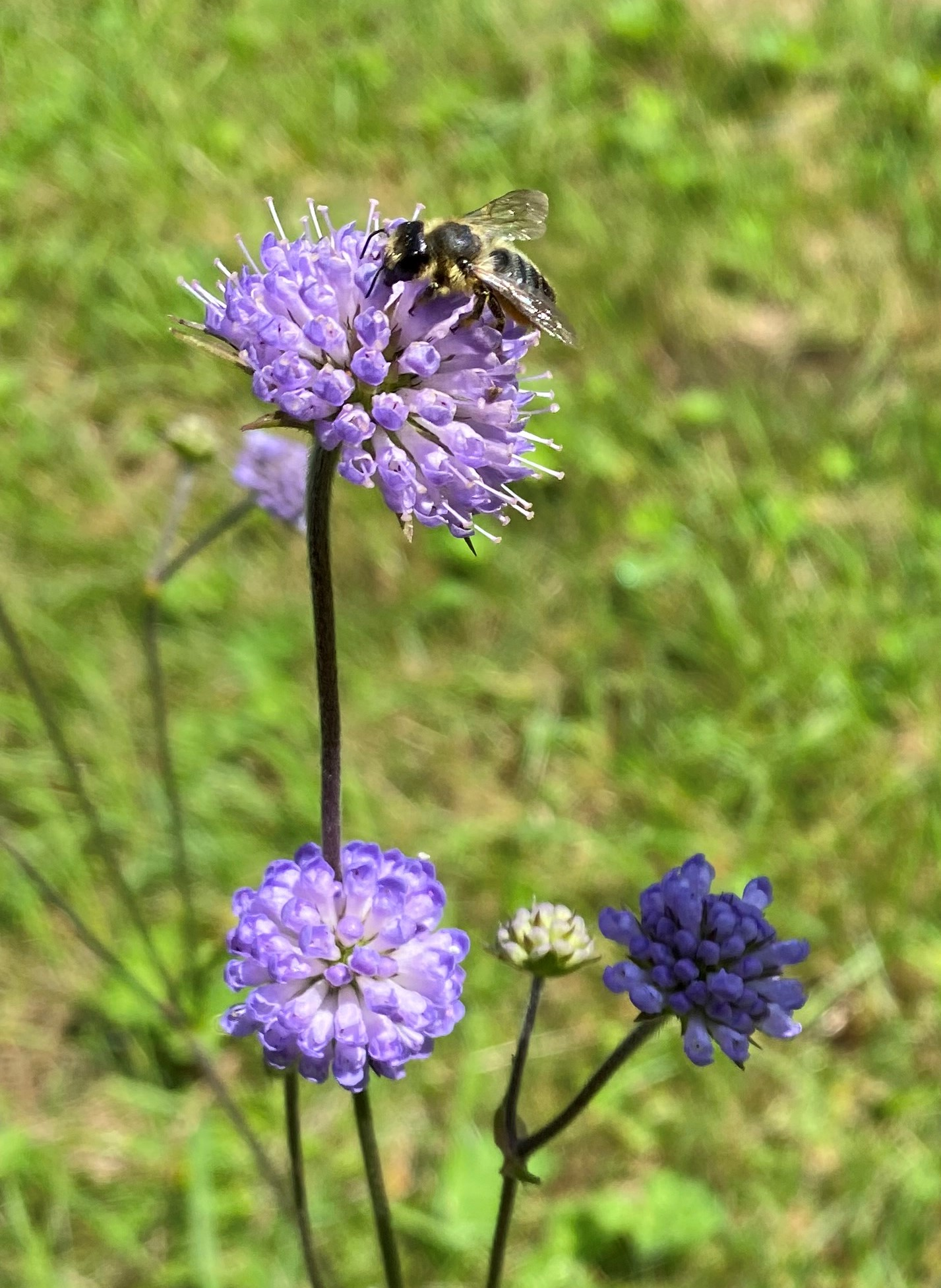
Teufelsabbiss gedeiht auf mageren Wiesen